# Біґ-рум-хаус
Біґ-рум-хаус або просто біґ-рум — споріднений поджанр хауса (особливо прогресив-хауса та електро-хауса ), який набув популярності на початку 2010-х років. 

## Історія
Хоча термін «біг-рум» почав з'являтися в новинних статтях приблизно в 2007 році, поточний стан цього піджанру з'явився приблизно в 2010-12 роках і був популяризований такими піснями, як «Epic» і «Cannonball». З 2013 року такі артисти, як Мартін Гаррікс, KSHMR, Dimitri Vegas & Like Mike, Hardwell, Нікі Ромеро, Афроджек та R3hab почали експериментувати з таким звуком у своїх композиціях.

## Особливості
Жанр, як правило, встановлений у темпі, що коливається від 126 до 132 бітів за хвилину. Пісні зазвичай включають довгі нарощування, за якими слідує електро-стиль дроп у супроводі кік-драма прямої бочки, типовий для хаус-музики. Мелодії часто прості і мінімальні, хоча часто використовується натхненна техно supersaw.